# Col de Pause
Le col de Pause (aussi appelé parfois col de la Pause) est un col des Pyrénées situé à 1 525 m d'altitude sur la commune de Seix.

## Géographie
Dans le massif du Mont-Valier, le col se situe à la jonction de la vallée d'Angouls et la vallée de l'Estours (encore nommée vallée de l'Artigue dans sa partie haute). Le GR 10 y passe.